# Герб комуни Гюльте
Герб комуни Гюльте (швед. Hylte kommun) — символ шведської адміністративно-територіальної одиниці місцевого самоврядування комуни Гюльте.

## Історія
Герб розроблено ще 1974 року. Але офіційно використовуватися став з 1987 року після реєстрації цього символу. Жодне з поселень комуни історичних гербів не мало.

## Опис (блазон)
Щит перетятий хвилясто, у верхньому золотому полі виходить червоне колесо, у нижньому синьому — дві золоті балки.

## Зміст
Хвилясте ділення символізує річку Ніссан, а червоне колесо — водяні млини. Дві балки означають колоди дерев і вказують на розвинуті деревообробні промисли. 